# Округ Клејберг (Тексас)
Округ Клејберг (енгл. Kleberg County) је округ у америчкој савезној држави Тексас. По попису из 2010. године број становника је 32.061.

## Демографија
Према попису становништва из 2010. у округу је живело 32.061 становника, што је 512 (1,6%) становника више него 2000. године.
| Група             | 2000.          | 2010.          |
| Белци             | 8.997 (28,5%)  | 7.479 (23,3%)  |
| Афроамериканци    | 1.167 (3,7%)   | 1.201 (3,7%)   |
| Азијати           | 464 (1,5%)     | 751 (2,3%)     |
| Хиспаноамериканци | 20.635 (65,4%) | 22.495 (70,2%) |
| Укупно            | 31.549         | 32.061         |